# Избори за Европейския парламент
Изборите за Европейския парламент, наричани накратко „европейски избори“, се провеждат за избор на депутати в ЕП (единствената институция на Европейския съюз, която се избира чрез преки избори). Провеждат се на всеки 5 години в страните членки на ЕС.
Първите преки избори за Европейски парламент се провеждат през 1979 г., като дотогава депутатите в ЕП са били определяни измежду членовете на националните парламенти на държавите членки.
В много от областите на дейност на ЕС, Европейският парламент разполага с правомощия за взимане на решения, равни на правомощията на Съвета на министрите на 27-те държави членки. Дори в сфери като земеделие или външна политика, където Парламентът е само консултиран и информиран, неговите обсъждания и резолюции често определят дневния ред на Европейския съюз и могат да повлияят сериозно върху решенията на Съвета. ЕП разполага също с широки бюджетни правомощия и упражнява демократичен контрол върху всички европейски институции.

## Избирателна система
Все още не съществува еднаква избирателна система за определяне на европейските депутати. Вместо това всяка държава членка е свободна да организира изборите за Европейски парламент съгласно своето национално законодателство и традиции, спазвайки три основни правила:
- изборите трябва да се основават на пропорционално представителство, независимо дали се използва системата на отворени кандидатски листи, или не;
- избирателната територия може да се раздели на избирателни райони или по друг начин, при условие че това не нарушава пропорционалността на избирателната система;
- допуска се да има минимален праг за разпределение на местата, но той не може да надхвърля 5% от общия брой гласове, подадени на национално равнище.

Разпределението на местата за всяка държава членка се основава на принципа на прогресивно намаляваща пропорционалност, като по този начин, въпреки че населението на всяка държава се взема под внимание, по-малките страни избират повече депутати за ЕП, отколкото ако се взема предвид само броят на населението. Тъй като броят на депутатите за всяка държава членка произтича от европейските договори, няма точна формула за разпределение на местата между тях. Промяна в тази конфигурация не може да бъде направена без единодушното съгласие на всички държави членки.
Граждани на ЕС, които живеят в държава членка, различна от държавата на тяхното гражданство, имат право да гласуват в изборите за Европейски парламент и да издигат кандидатурите си в държавата, в която пребивават, като националното изборно законодателство може да определи специфични процедури за това. Относно издигането на кандидатура в държава, различна от държавата на гражданство, в настоящия ЕП има няколко примера за избрани по този начин депутати. Граждани на ЕС, които живеят в чужбина и желаят да вземат участие в изборите в държавата, на която са граждани, могат да го направят съгласно националното законодателство. Някои държави членки – но далеч не всички, разрешават гласуване по пощата и/или откриват избирателни секции в своите посолства или консулства.

### В България
Изборите в България се произвеждат по пропорционална избирателна система с национални изборни листи на политически партии, коалиции на политически партии и независими кандидати чрез преференциално гласуване. Преференциалните гласове, подадени за отделните кандидати, се вземат предвид, ако броят на гласовете, получени за кандидата, възлиза най-малко на 15% от действителните гласове, подадени за съответната кандидатска листа. Гласуването не е задължително.
Избирателен район е територията на страната, включително секциите извън границите на Република България, и представлява един многомандатен избирателен район.
Централната избирателна комисия за Европейски парламент (ЦИКЕП) обявява резултатите от гласуването, както следва:
- получените гласове и разпределението на мандатите между партиите и коалициите – не по-късно от три дни след изборния ден;
- имената на избраните членове на ЕП – не по-късно от 5 дни след изборния ден.

## Избирателно право
Право да гласуват имат всички граждани на ЕС, които са навършили 18 години и са живели постоянно през последните най-малко три месеца в държава членка на ЕС и не са поставени под запрещение, нито изтърпяват наказание лишаване от свобода.
Всеки гражданин на държава членка на ЕС, който има статут на продължително или постоянно пребиваващ в друга държава членка на ЕС, има право да избира членове на Европейския парламент от държавата, където пребивава, ако е навършил 18 години, живял е постоянно през последните най-малко три месеца в държава членка на ЕС, не е лишен от правото да избира в държавата членка, на която е гражданин, и предварително с писмена декларация е заявил желанието си да упражни правото си на глас на територията, където пребивава.
Право да бъде избран за член на Европейския парламент има всеки гражданин на ЕС, който е навършил 21 години, има постоянен адрес в държава членка на ЕС, живял е постоянно през последните най-малко две години в държава членка на ЕС, няма гражданство в държава извън Европейския съюз и не е поставен под запрещение, нито изтърпява наказание лишаване от свобода.

## Хронология
- Избори за Европейския парламент (2009)
- Избори за Европейския парламент (2014)
- Избори за Европейския парламент (2019)
- Избори за Европейския парламент (2024)

### В България
- През 2007 г. са проведени първите евроизбори, като те са частични и са проведени само в България и Румъния след приемането им в ЕС.
- Избори за Европейския парламент в България (2009)
- Избори за Европейския парламент в България (2014)
- Избори за Европейския парламент в България (2019)
- Избори за Европейския парламент в България (2024)